# Llorenç Vitrià Barrera
Llorenç Vitrià Barrera , Lorenzo en castellano, (El Raval, Barcelona, 2 de febrero de 1908 - Campo de concentración de Mauthausen-Gusen, 18 de junio de 1941), fue un boxeador catalán que compitió durantes las décadas de 1920 y 1930.
Nacido en la parte antigua de Barcelona, vivió en Sant Gervasi-Galvany (en el pasaje Marimon número 18), en la parte alta de la ciudad.
Empezó a boxear siendo muy joven, primero en el Sporting Boxing Club y más tarde en el Catalunya Atlètic Club, a pesar de que oficialmente el boxeo todavía estaba prohibido por una ley de 1911. Sus primeros combates se desarrollaron en Madrid y Barcelona en la semi-clandestinidad,, y en 1924, con solo 16 años y el deporte ya legalizado, se proclamó campeón de Catalunya y de España en la categoría de peso mosca.   Era conocido como La maravella del ring (La maravilla del ring). 
El mismo año 1924 representó a España en los Juegos Olímpicos de París 1924, resultando eliminado en cuartos de final de la categoría de peso mosca.
Posteriormente pasó a profesional, consiguiendo un balance de 45 victorias, 21 derrotas y 9 combates nulos. Llegó a disputar el campeonato de España de peso gallo en 1932, en el Teatro-Circo Olympia, pero perdió contra Carlos Flix.  A partir de 1934 abandonó el boxeo profesional, aunque continuó haciendo combates de exhibición. También fue propietario de una tienda de fajas ortopédicas justo debajo de su casa.  Se sabe que estuvo casado con Pilar Albiso, y que no tuvieron hijos.
Al final de la Guerra civil española se exilió al sur de Francia, concretamente a Angulema, donde fue detenido tras el armisticio del 22 de junio de 1940, y formó parte del Convoy de los 927 que partió de Angulema hacia el Campo de concentración de Mauthausen-Gusen con exiliados españoles. Primero fue internado en Mauthausen, pero se le trasladó a Gusen por debilidad física, y falleció allí solo cinco meses después.  Algunos historiadores apuntan a que la causa directa de la muerte fue el suicidio.
En 2024, se le rindió homenaje gracias a la colaboración entre Stolpersteine Barcelona y el Institut Menéndez y Pelayo (centro de educación secundaria de Barcelona), colocando una baldosa con una placa en la puerta del que había sido su domicilio en el pasaje Marimon, número 18. El proyecto fue apoyado por la Concejalía de Memoria Democrática del Ajuntament de Barcelona.